# Дроновка (Курская область)
Дроновка — село в Глушковском районе Курской области. Административный центр Марковского сельсовета.

## География
Село находится на реке Колодеж (правый приток Сейма), в 3,5 км от российско-украинской границы, в 135 км к юго-западу от Курска, в 25 км к северо-западу от районного центра — посёлка городского типа Глушково.
Климат
Дроновка, как и весь район, расположена в поясе умеренно континентального климата с тёплым летом и относительно тёплой зимой (Dfb в классификации Кёппена).
Часовой пояс
Село Дроновка, как и вся Курская область, находится в часовой зоне МСК (московское время). Смещение применяемого времени относительно UTC составляет +3:00.

## История
В 1701 году в селе Спасском была построена церковь Нерукотворного Образа, при которой действовала школа. В 1817 году было возведено каменное церковное здание (не сохранилось).

## Население
| 2002 | 2010 |
| ---- | ---- |
| 252  | ↘154 |

## Инфраструктура
Личное подсобное хозяйство. Школа. ФАП. В селе 90 домов.

## Транспорт
Дроновка находится в 10,5 км от автодороги регионального значения 38К-040 (Хомутовка — Рыльск — Глушково — Тёткино — граница с Украиной), на автодорогах межмуниципального значения 38Н-123 (Карыж — ст. Неониловка возле одноимённого села — граница с Украиной) и 38Н-124 (38Н-123 — Колодежи), в 3,5 км от ближайшего ж/д остановочного пункта Неониловка (линия Хутор-Михайловский — Ворожба). Остановка общественного транспорта.
В 182 км от аэропорта имени В. Г. Шухова (недалеко от Белгорода).

## Достопримечательности
- Стела павшим односельчанам
- Часовня Спаса Нерукотворного